# Priderättegången
Priderättegången var en rättegång som följde av Nationaldemokratisk Ungdoms (NDU) angrepp mot Prideparaden under Stockholm Pride den 2 augusti 2003.
Under Stockholm Pride 2003 ledde NDU en demonstration som övergick i en våldsam attack mot festivaldeltagare i Prideparaden. Flera deltagare skadades, däribland Stockholm Prides dåvarande pressassistent Facundo Unia, som misshandlades grovt.
NDU:s ordförande Marc Abramsson dömdes först för grov misshandel och våldsamt upplopp av tingsrätten. Han friades senare för misshandeln av hovrätten, men dömdes för våldsamt upplopp. Åtta andra åtalades och samtliga dömdes i tingsrätten eller slutligen i hovrätten för misshandel eller grov misshandel och våldsamt upplopp och fick påföljder från samhällstjänst till ett år och tio månaders fängelse.
NDU hade inget demonstrationstillstånd för tillfället och uppgav att man var på plats för att organisationen motsätter sig homoadoptioner.

## Händelseförlopp
Lördagen den 2 augusti 2003 demonstrerade ett antal medlemmar i NDU på Slottsbacken i Stockholm, när Stockholm Prides parad gick förbi på Skeppsbron. Organisationen hade inget demonstrationstillstånd och har uppgivit att man var på plats för att man var emot homoadoptioner. Plakat med texten ”Krossa Gaylobbyn” förekom.
Vid fyratiden urartade demonstrationen och stenar och flaskor kastades mot paraddeltagarna. Strax därefter ingrep polisen och flera demonstrationsdeltagare flydde över Järntorget, medan ett femtiotal personer förflyttade sig och attackerade paraden och publiken direkt. Den som främst angreps var Stockholm Prides pressassistent Facundo Unia, som utsattes för slag med knytnävar och flaskor, bland annat mot huvudet, från flera personer medan han låg på marken. Han kördes blödande till sjukhus och fick bestående skador.
Polisen lät gripa 39 personer ur demonstrationen och körde ut dem utanför staden för att undvika risken för fler attacker. Två män greps misstänkta för misshandel. En av dem släpptes senare samma kväll men misstankarna kvarstod. Bland paraddeltagarna fanns flera politiker som efter attacken reagerade kraftigt, och bland annat riktade kritik mot polisen. Även dåvarande jämställdhetsminister Mona Sahlin gick i paraden och uttryckte att händelsen var förskräcklig.
Ett 60-tal poliser bevakade paraden. En grupp uniformerade poliser hade funnits på platsen men angreppet ägde rum när dessa hämtade skyddsutrustning. Misshandeln mot Unia avbröts av en ensam civilklädd polis med stöd från medlemmar ur det vänsterextrema nätverket AFA som deltog i paraden.

## Rättegång

### Tingsrätt
Nio aktivister i NDU dömdes den 7 maj 2004 vid Stockholms tingsrätt till påföljd för våldsamt upplopp och grov misshandel. De dömda var 17 till 26 år gamla, de yngsta överlämnades till socialtjänsten medan de äldre fick villkorlig dom eller fängelsestraff upp till 18 månader. Bland de som dömdes återfanns Marc Abramsson, dåvarande ordförande för NDU, och John Andersson, nationaldemokratisk kandidat i Europaparlamentsvalet 2004. I samband med tingsrättsförhandlingarna greps två personer utanför domstolen, misstänkta för förberedelse till misshandel.

### Hovrätt
Svea hovrätt friade i oktober 2004 Marc Abramsson från anklagelsen om grov misshandel och dömde honom enbart för våldsamt upplopp till fyra månaders fängelse. De övriga fick sina straff antingen mildrade eller skärpta och dömdes för misshandel eller grov misshandel och våldsamt upplopp. Påföljderna varierade från samhällstjänst till ett år och tio månaders fängelse. Hovrätten uttalade att det hade förekommit ett hatbrottsmotiv till brotten och att det hade påverkat straffmätningen.